# Liste des planètes mineures (731001-732000)
Voici la liste des planètes mineures numérotées de 731001 à 732000. Les planètes mineures sont numérotées lorsque leur orbite est confirmée, ce qui peut parfois se produire longtemps après leur découverte. Elles sont classées ici par leur numéro.

## Planètes mineures 731001 à 732000
- (731001) 2012 XD49
- (731002) 2012 XR58
- (731003) 2012 XR63
- (731004) 2012 XM64
- (731005) 2012 XC65
- (731006) 2012 XL65
- (731007) 2012 XN65
- (731008) 2012 XT69
- (731009) 2012 XD70
- (731010) 2012 XS70
- (731011) 2012 XC71
- (731012) 2012 XF75
- (731013) 2012 XJ77
- (731014) 2012 XK77
- (731015) 2012 XM77
- (731016) 2012 XR79
- (731017) 2012 XC81
- (731018) 2012 XC84
- (731019) 2012 XN85
- (731020) 2012 XU85
- (731021) 2012 XH90
- (731022) 2012 XX90
- (731023) 2012 XB92
- (731024) 2012 XM102
- (731025) 2012 XT112
- (731026) 2012 XV119
- (731027) 2012 XB120
- (731028) 2012 XP120
- (731029) 2012 XR121
- (731030) 2012 XR124
- (731031) 2012 XU126
- (731032) 2012 XE131
- (731033) 2012 XB132
- (731034) 2012 XT133
- (731035) 2012 XZ136
- (731036) 2012 XA137
- (731037) 2012 XP138
- (731038) 2012 XU139
- (731039) 2012 XT144
- (731040) 2012 XR145
- (731041) 2012 XT146
- (731042) 2012 XO151
- (731043) 2012 XZ151
- (731044) 2012 XJ153
- (731045) 2012 XB155
- (731046) 2012 XD156
- (731047) 2012 XF157
- (731048) 2012 XA163
- (731049) 2012 XJ163
- (731050) 2012 XL165
- (731051) 2012 XW168
- (731052) 2012 XK169
- (731053) 2012 XW170
- (731054) 2012 XZ170
- (731055) 2012 XB171
- (731056) 2012 XR171
- (731057) 2012 XD172
- (731058) 2012 XM172
- (731059) 2012 XR172
- (731060) 2012 XG173
- (731061) 2012 XS174
- (731062) 2012 XU174
- (731063) 2012 XK178
- (731064) 2012 YM
- (731065) 2012 YT2
- (731066) 2012 YJ5
- (731067) 2012 YD6
- (731068) 2012 YE6
- (731069) 2012 YY9
- (731070) 2012 YP10
- (731071) 2012 YU17
- (731072) 2012 YZ20
- (731073) 2012 YH21
- (731074) 2013 AG1
- (731075) 2013 AL2
- (731076) 2013 AB5
- (731077) 2013 AO10
- (731078) 2013 AA11
- (731079) 2013 AC13
- (731080) 2013 AG13
- (731081) 2013 AU15
- (731082) 2013 AM19
- (731083) 2013 AC20
- (731084) 2013 AT21
- (731085) 2013 AZ24
- (731086) 2013 AR25
- (731087) 2013 AQ29
- (731088) 2013 AZ31
- (731089) 2013 AY34
- (731090) 2013 AA44
- (731091) 2013 AA56
- (731092) 2013 AF56
- (731093) 2013 AJ57
- (731094) 2013 AS59
- (731095) 2013 AW62
- (731096) 2013 AL66
- (731097) 2013 AQ66
- (731098) 2013 AC72
- (731099) 2013 AD73
- (731100) 2013 AE75
- (731101) 2013 AJ80
- (731102) 2013 AC81
- (731103) 2013 AO84
- (731104) 2013 AY87
- (731105) 2013 AJ90
- (731106) 2013 AU90
- (731107) 2013 AH93
- (731108) 2013 AB96
- (731109) 2013 AP97
- (731110) 2013 AB98
- (731111) 2013 AN99
- (731112) 2013 AV100
- (731113) 2013 AA108
- (731114) 2013 AD108
- (731115) 2013 AH108
- (731116) 2013 AK110
- (731117) 2013 AG111
- (731118) 2013 AU111
- (731119) 2013 AC113
- (731120) 2013 AK114
- (731121) 2013 AP114
- (731122) 2013 AN123
- (731123) 2013 AD124
- (731124) Rosvick
- (731125) 2013 AD126
- (731126) 2013 AT128
- (731127) 2013 AF129
- (731128) 2013 AC130
- (731129) 2013 AM131
- (731130) 2013 AH132
- (731131) 2013 AH134
- (731132) 2013 AC136
- (731133) 2013 AJ137
- (731134) 2013 AQ137
- (731135) 2013 AD141
- (731136) 2013 AX154
- (731137) 2013 AN157
- (731138) 2013 AG163
- (731139) 2013 AC164
- (731140) 2013 AS164
- (731141) 2013 AT166
- (731142) 2013 AU174
- (731143) 2013 AU182
- (731144) 2013 AZ183
- (731145) 2013 AW185
- (731146) 2013 AF186
- (731147) 2013 AP186
- (731148) 2013 AU187
- (731149) 2013 AY187
- (731150) 2013 AB190
- (731151) 2013 AT196
- (731152) 2013 AU196
- (731153) 2013 AO200
- (731154) 2013 AQ202
- (731155) 2013 AN203
- (731156) 2013 AV203
- (731157) 2013 AJ205
- (731158) 2013 BC1
- (731159) 2013 BV3
- (731160) 2013 BA7
- (731161) 2013 BS10
- (731162) 2013 BD11
- (731163) 2013 BK11
- (731164) 2013 BV12
- (731165) 2013 BW13
- (731166) 2013 BH14
- (731167) 2013 BS14
- (731168) 2013 BU14
- (731169) 2013 BH22
- (731170) 2013 BV22
- (731171) 2013 BO24
- (731172) 2013 BW28
- (731173) 2013 BK30
- (731174) 2013 BC33
- (731175) 2013 BK36
- (731176) 2013 BB41
- (731177) 2013 BX42
- (731178) 2013 BD43
- (731179) 2013 BB45
- (731180) 2013 BP47
- (731181) 2013 BD48
- (731182) 2013 BJ50
- (731183) 2013 BP50
- (731184) 2013 BX50
- (731185) 2013 BS52
- (731186) 2013 BU54
- (731187) 2013 BF55
- (731188) 2013 BH60
- (731189) 2013 BY61
- (731190) 2013 BN62
- (731191) 2013 BY62
- (731192) 2013 BD63
- (731193) 2013 BH66
- (731194) 2013 BS66
- (731195) 2013 BB67
- (731196) 2013 BV68
- (731197) 2013 BA75
- (731198) 2013 BO79
- (731199) 2013 BN80
- (731200) 2013 BV82
- (731201) 2013 BG85
- (731202) 2013 BH85
- (731203) 2013 BG88
- (731204) 2013 BQ92
- (731205) 2013 BY92
- (731206) 2013 BS94
- (731207) 2013 BO97
- (731208) 2013 BW99
- (731209) 2013 BU100
- (731210) 2013 BZ101
- (731211) 2013 BD107
- (731212) 2013 CY1
- (731213) 2013 CH3
- (731214) 2013 CY3
- (731215) 2013 CM4
- (731216) 2013 CM6
- (731217) 2013 CK8
- (731218) 2013 CD9
- (731219) 2013 CN9
- (731220) 2013 CJ10
- (731221) 2013 CX11
- (731222) 2013 CT12
- (731223) 2013 CW17
- (731224) 2013 CA21
- (731225) 2013 CC26
- (731226) 2013 CO26
- (731227) 2013 CU26
- (731228) 2013 CG28
- (731229) 2013 CJ28
- (731230) 2013 CJ30
- (731231) 2013 CC31
- (731232) 2013 CT31
- (731233) 2013 CO33
- (731234) 2013 CE34
- (731235) 2013 CD37
- (731236) 2013 CZ37
- (731237) 2013 CL42
- (731238) 2013 CL45
- (731239) 2013 CJ47
- (731240) 2013 CF51
- (731241) 2013 CL54
- (731242) 2013 CK56
- (731243) 2013 CP56
- (731244) 2013 CZ57
- (731245) 2013 CB58
- (731246) 2013 CW59
- (731247) 2013 CN60
- (731248) 2013 CS60
- (731249) 2013 CB61
- (731250) 2013 CO61
- (731251) 2013 CX62
- (731252) 2013 CM68
- (731253) 2013 CS69
- (731254) 2013 CT69
- (731255) 2013 CZ69
- (731256) 2013 CD72
- (731257) 2013 CJ72
- (731258) 2013 CR73
- (731259) 2013 CM74
- (731260) 2013 CE77
- (731261) 2013 CV77
- (731262) 2013 CK79
- (731263) 2013 CT84
- (731264) 2013 CL87
- (731265) 2013 CE88
- (731266) 2013 CP90
- (731267) 2013 CF99
- (731268) 2013 CG100
- (731269) 2013 CK102
- (731270) 2013 CP102
- (731271) 2013 CB103
- (731272) 2013 CP104
- (731273) 2013 CZ106
- (731274) 2013 CW107
- (731275) 2013 CE112
- (731276) 2013 CO114
- (731277) 2013 CY114
- (731278) 2013 CG116
- (731279) 2013 CO119
- (731280) 2013 CN120
- (731281) 2013 CR122
- (731282) 2013 CJ124
- (731283) 2013 CU124
- (731284) 2013 CD126
- (731285) 2013 CN126
- (731286) 2013 CU126
- (731287) 2013 CK128
- (731288) 2013 CZ129
- (731289) 2013 CY130
- (731290) 2013 CM133
- (731291) 2013 CW133
- (731292) 2013 CK134
- (731293) 2013 CG143
- (731294) 2013 CR147
- (731295) 2013 CB148
- (731296) 2013 CB149
- (731297) 2013 CQ152
- (731298) 2013 CV153
- (731299) 2013 CY153
- (731300) 2013 CZ153
- (731301) 2013 CS155
- (731302) 2013 CE157
- (731303) 2013 CP157
- (731304) 2013 CR161
- (731305) 2013 CG163
- (731306) 2013 CB164
- (731307) 2013 CP164
- (731308) 2013 CT164
- (731309) 2013 CE168
- (731310) 2013 CD170
- (731311) 2013 CQ171
- (731312) 2013 CC172
- (731313) 2013 CY172
- (731314) 2013 CN173
- (731315) 2013 CU173
- (731316) 2013 CD174
- (731317) 2013 CN180
- (731318) 2013 CW181
- (731319) 2013 CP182
- (731320) 2013 CG185
- (731321) 2013 CO187
- (731322) 2013 CU188
- (731323) 2013 CZ189
- (731324) 2013 CW190
- (731325) 2013 CH194
- (731326) 2013 CX197
- (731327) 2013 CC200
- (731328) 2013 CN201
- (731329) 2013 CS201
- (731330) 2013 CR204
- (731331) 2013 CL209
- (731332) 2013 CN209
- (731333) 2013 CN210
- (731334) 2013 CU212
- (731335) 2013 CB214
- (731336) 2013 CL224
- (731337) 2013 CZ224
- (731338) 2013 CO225
- (731339) 2013 CW225
- (731340) 2013 CD226
- (731341) 2013 CQ227
- (731342) 2013 CH230
- (731343) 2013 CL232
- (731344) 2013 CB234
- (731345) 2013 CT236
- (731346) 2013 CG242
- (731347) 2013 CT242
- (731348) 2013 CF247
- (731349) 2013 CP249
- (731350) 2013 CS249
- (731351) 2013 CC254
- (731352) 2013 DO
- (731353) 2013 DE2
- (731354) 2013 DP4
- (731355) 2013 DH5
- (731356) 2013 DK6
- (731357) 2013 DB8
- (731358) 2013 DN8
- (731359) 2013 DH9
- (731360) 2013 DG12
- (731361) 2013 DS14
- (731362) 2013 DH15
- (731363) 2013 DM15
- (731364) 2013 DA17
- (731365) 2013 DB21
- (731366) 2013 EV
- (731367) 2013 EX
- (731368) 2013 ED1
- (731369) 2013 EL1
- (731370) 2013 EE4
- (731371) 2013 EA5
- (731372) 2013 EW7
- (731373) 2013 EF9
- (731374) 2013 EW11
- (731375) 2013 EC13
- (731376) 2013 EU13
- (731377) 2013 EM15
- (731378) 2013 EB17
- (731379) 2013 EV19
- (731380) 2013 ET21
- (731381) 2013 EU21
- (731382) 2013 EN22
- (731383) 2013 EV22
- (731384) 2013 EZ22
- (731385) 2013 EG24
- (731386) 2013 EY25
- (731387) 2013 ET27
- (731388) 2013 EB30
- (731389) 2013 EA40
- (731390) 2013 EU40
- (731391) 2013 EC43
- (731392) 2013 EK46
- (731393) 2013 EH52
- (731394) 2013 ER57
- (731395) 2013 EM58
- (731396) 2013 EB66
- (731397) 2013 EL71
- (731398) 2013 EB73
- (731399) 2013 EY75
- (731400) 2013 EH76
- (731401) 2013 EV79
- (731402) 2013 EN81
- (731403) 2013 EX83
- (731404) 2013 EY84
- (731405) 2013 EO88
- (731406) 2013 EY92
- (731407) 2013 EL95
- (731408) 2013 EH98
- (731409) 2013 EJ98
- (731410) 2013 ES98
- (731411) 2013 EG100
- (731412) 2013 EW100
- (731413) 2013 EV103
- (731414) 2013 EA106
- (731415) 2013 EH106
- (731416) 2013 EZ106
- (731417) 2013 EG108
- (731418) 2013 EY109
- (731419) 2013 EU115
- (731420) 2013 ED117
- (731421) 2013 EK118
- (731422) 2013 ET118
- (731423) 2013 EJ119
- (731424) 2013 EL122
- (731425) 2013 EE124
- (731426) 2013 EH124
- (731427) 2013 EO124
- (731428) 2013 EG128
- (731429) 2013 ET130
- (731430) 2013 EU136
- (731431) 2013 EY136
- (731432) 2013 EL139
- (731433) 2013 EB148
- (731434) 2013 EK148
- (731435) 2013 EP154
- (731436) 2013 ES154
- (731437) 2013 ES155
- (731438) 2013 EW155
- (731439) 2013 EF156
- (731440) 2013 ED157
- (731441) 2013 EF157
- (731442) 2013 EE158
- (731443) 2013 EM158
- (731444) 2013 EQ163
- (731445) 2013 EA168
- (731446) 2013 EB168
- (731447) 2013 EE168
- (731448) 2013 EP170
- (731449) 2013 EY171
- (731450) 2013 EW173
- (731451) 2013 EX183
- (731452) 2013 FK7
- (731453) 2013 FQ13
- (731454) 2013 FM15
- (731455) 2013 FG17
- (731456) 2013 FH17
- (731457) 2013 FZ19
- (731458) 2013 FU25
- (731459) 2013 FA26
- (731460) 2013 FK26
- (731461) 2013 FV26
- (731462) 2013 FG27
- (731463) 2013 FT27
- (731464) 2013 FU27
- (731465) 2013 FC29
- (731466) 2013 FP30
- (731467) 2013 FY31
- (731468) 2013 FV33
- (731469) 2013 FK35
- (731470) 2013 FA37
- (731471) 2013 FD41
- (731472) 2013 GD
- (731473) 2013 GS2
- (731474) 2013 GC6
- (731475) 2013 GQ8
- (731476) 2013 GE9
- (731477) 2013 GN10
- (731478) 2013 GQ11
- (731479) 2013 GE14
- (731480) 2013 GZ14
- (731481) 2013 GX24
- (731482) 2013 GE25
- (731483) 2013 GM26
- (731484) 2013 GT36
- (731485) 2013 GO45
- (731486) 2013 GA46
- (731487) 2013 GO50
- (731488) 2013 GS50
- (731489) 2013 GT54
- (731490) 2013 GU57
- (731491) 2013 GJ58
- (731492) 2013 GG60
- (731493) 2013 GC62
- (731494) 2013 GH62
- (731495) 2013 GW64
- (731496) 2013 GM68
- (731497) 2013 GU69
- (731498) 2013 GY71
- (731499) 2013 GD73
- (731500) 2013 GZ78
- (731501) 2013 GT81
- (731502) 2013 GG88
- (731503) 2013 GB89
- (731504) 2013 GG90
- (731505) 2013 GJ91
- (731506) 2013 GR97
- (731507) 2013 GS99
- (731508) 2013 GY107
- (731509) 2013 GJ111
- (731510) 2013 GN114
- (731511) 2013 GY114
- (731512) 2013 GY118
- (731513) 2013 GM122
- (731514) 2013 GT125
- (731515) 2013 GM129
- (731516) 2013 GM139
- (731517) 2013 GV139
- (731518) 2013 GW140
- (731519) 2013 GY140
- (731520) 2013 GO143
- (731521) 2013 GR157
- (731522) 2013 GH166
- (731523) 2013 HM1
- (731524) 2013 HC2
- (731525) 2013 HT5
- (731526) 2013 HX5
- (731527) 2013 HX6
- (731528) 2013 HL7
- (731529) 2013 HH11
- (731530) 2013 HA12
- (731531) 2013 HQ13
- (731532) 2013 HE16
- (731533) 2013 HY17
- (731534) 2013 HH20
- (731535) 2013 HE23
- (731536) 2013 HU25
- (731537) 2013 HO28
- (731538) 2013 HR29
- (731539) 2013 HB33
- (731540) 2013 HN40
- (731541) 2013 HS52
- (731542) 2013 HV54
- (731543) 2013 HL56
- (731544) 2013 HU61
- (731545) 2013 HW61
- (731546) 2013 HX68
- (731547) 2013 HE77
- (731548) 2013 HN82
- (731549) 2013 HC85
- (731550) 2013 HL89
- (731551) 2013 HZ90
- (731552) 2013 HT94
- (731553) 2013 HZ100
- (731554) 2013 HK106
- (731555) 2013 HE111
- (731556) 2013 HE116
- (731557) 2013 HK116
- (731558) 2013 HM116
- (731559) 2013 HX120
- (731560) 2013 HS123
- (731561) 2013 HZ127
- (731562) 2013 HE128
- (731563) 2013 HP141
- (731564) 2013 HA147
- (731565) 2013 HN155
- (731566) 2013 JP1
- (731567) 2013 JG3
- (731568) 2013 JK4
- (731569) 2013 JN11
- (731570) 2013 JD14
- (731571) 2013 JE19
- (731572) 2013 JP20
- (731573) 2013 JR21
- (731574) 2013 JQ23
- (731575) 2013 JF24
- (731576) 2013 JD25
- (731577) 2013 JF25
- (731578) 2013 JM27
- (731579) 2013 JS29
- (731580) 2013 JH33
- (731581) 2013 JS39
- (731582) 2013 JZ39
- (731583) 2013 JG42
- (731584) 2013 JK43
- (731585) 2013 JV45
- (731586) 2013 JL49
- (731587) 2013 JQ49
- (731588) 2013 JH54
- (731589) 2013 JD58
- (731590) 2013 JM59
- (731591) 2013 JP59
- (731592) 2013 JF62
- (731593) 2013 JK63
- (731594) 2013 JW74
- (731595) 2013 JV76
- (731596) 2013 KZ12
- (731597) 2013 KC13
- (731598) 2013 KN14
- (731599) 2013 KN15
- (731600) 2013 KS18
- (731601) 2013 KN19
- (731602) 2013 KR19
- (731603) 2013 LG2
- (731604) 2013 LK2
- (731605) 2013 LU2
- (731606) 2013 LS8
- (731607) 2013 LQ11
- (731608) 2013 LA14
- (731609) 2013 LK15
- (731610) 2013 LW19
- (731611) 2013 LD20
- (731612) 2013 LS27
- (731613) 2013 LZ27
- (731614) 2013 LW30
- (731615) 2013 LB34
- (731616) 2013 LL35
- (731617) 2013 LP39
- (731618) 2013 LN43
- (731619) 2013 LJ45
- (731620) 2013 MB4
- (731621) 2013 ME4
- (731622) 2013 MT4
- (731623) 2013 MV4
- (731624) 2013 MD7
- (731625) 2013 MT7
- (731626) 2013 MK8
- (731627) 2013 MR8
- (731628) 2013 MZ8
- (731629) 2013 MH12
- (731630) 2013 MU12
- (731631) 2013 MM18
- (731632) 2013 MZ18
- (731633) 2013 NQ1
- (731634) 2013 NX4
- (731635) 2013 NL6
- (731636) 2013 NZ6
- (731637) 2013 NP16
- (731638) 2013 NL17
- (731639) 2013 NH20
- (731640) 2013 NU21
- (731641) 2013 NB23
- (731642) 2013 NS24
- (731643) 2013 NU24
- (731644) 2013 ND25
- (731645) 2013 NJ30
- (731646) 2013 NW32
- (731647) 2013 NT39
- (731648) 2013 NV40
- (731649) 2013 NQ42
- (731650) 2013 ND43
- (731651) 2013 NC49
- (731652) 2013 ND49
- (731653) 2013 NE52
- (731654) 2013 NR55
- (731655) 2013 NE60
- (731656) 2013 NP62
- (731657) 2013 NG63
- (731658) 2013 NQ66
- (731659) 2013 NB72
- (731660) 2013 OU
- (731661) 2013 OG7
- (731662) 2013 OX9
- (731663) 2013 OZ10
- (731664) 2013 OY11
- (731665) 2013 OC12
- (731666) 2013 OL12
- (731667) 2013 PH5
- (731668) 2013 PJ5
- (731669) 2013 PA6
- (731670) 2013 PT12
- (731671) 2013 PG14
- (731672) 2013 PA20
- (731673) 2013 PE22
- (731674) 2013 PS22
- (731675) 2013 PT22
- (731676) 2013 PH23
- (731677) 2013 PL25
- (731678) 2013 PN25
- (731679) 2013 PK28
- (731680) 2013 PS28
- (731681) 2013 PQ29
- (731682) 2013 PW30
- (731683) 2013 PX34
- (731684) 2013 PA36
- (731685) 2013 PJ37
- (731686) 2013 PF42
- (731687) 2013 PD45
- (731688) 2013 PD46
- (731689) 2013 PK46
- (731690) 2013 PN46
- (731691) 2013 PR46
- (731692) 2013 PK48
- (731693) 2013 PH51
- (731694) 2013 PY51
- (731695) 2013 PA52
- (731696) 2013 PV53
- (731697) 2013 PJ55
- (731698) 2013 PN61
- (731699) 2013 PV62
- (731700) 2013 PF63
- (731701) 2013 PS65
- (731702) 2013 PS68
- (731703) 2013 PZ68
- (731704) 2013 PQ69
- (731705) 2013 PU72
- (731706) 2013 PM73
- (731707) 2013 PQ74
- (731708) 2013 PM77
- (731709) 2013 PC80
- (731710) 2013 PW81
- (731711) 2013 PY81
- (731712) 2013 PR82
- (731713) 2013 PN83
- (731714) 2013 PR83
- (731715) 2013 PV98
- (731716) 2013 PD101
- (731717) 2013 PC111
- (731718) 2013 PK118
- (731719) 2013 PM124
- (731720) 2013 QD1
- (731721) 2013 QB2
- (731722) 2013 QT2
- (731723) 2013 QT3
- (731724) 2013 QB4
- (731725) 2013 QZ7
- (731726) 2013 QD9
- (731727) 2013 QK9
- (731728) 2013 QH14
- (731729) 2013 QS18
- (731730) 2013 QF19
- (731731) 2013 QO23
- (731732) 2013 QP23
- (731733) 2013 QL24
- (731734) 2013 QM29
- (731735) 2013 QL30
- (731736) 2013 QL33
- (731737) 2013 QL37
- (731738) 2013 QO38
- (731739) 2013 QV38
- (731740) 2013 QJ42
- (731741) 2013 QS45
- (731742) 2013 QC51
- (731743) 2013 QG52
- (731744) 2013 QN52
- (731745) 2013 QH57
- (731746) 2013 QS57
- (731747) 2013 QT65
- (731748) 2013 QE66
- (731749) 2013 QN70
- (731750) 2013 QJ71
- (731751) 2013 QH73
- (731752) 2013 QU78
- (731753) 2013 QE80
- (731754) 2013 QB81
- (731755) 2013 QM82
- (731756) 2013 QS82
- (731757) 2013 QR85
- (731758) 2013 QC86
- (731759) 2013 QF87
- (731760) 2013 QH87
- (731761) 2013 QY88
- (731762) 2013 QZ89
- (731763) 2013 QB90
- (731764) 2013 QC91
- (731765) 2013 QW91
- (731766) 2013 QE93
- (731767) 2013 QB94
- (731768) 2013 QD99
- (731769) 2013 RR
- (731770) 2013 RA15
- (731771) 2013 RZ18
- (731772) 2013 RG19
- (731773) 2013 RL19
- (731774) 2013 RQ19
- (731775) 2013 RE23
- (731776) 2013 RO23
- (731777) 2013 RF24
- (731778) 2013 RJ27
- (731779) 2013 RA29
- (731780) 2013 RB33
- (731781) 2013 RH33
- (731782) 2013 RT33
- (731783) 2013 RX41
- (731784) 2013 RU45
- (731785) 2013 RP48
- (731786) 2013 RD50
- (731787) 2013 RZ52
- (731788) 2013 RB53
- (731789) 2013 RN53
- (731790) 2013 RW54
- (731791) 2013 RC56
- (731792) 2013 RC58
- (731793) 2013 RP58
- (731794) 2013 RM59
- (731795) 2013 RR59
- (731796) 2013 RJ63
- (731797) 2013 RW65
- (731798) 2013 RA67
- (731799) 2013 RR74
- (731800) 2013 RS75
- (731801) 2013 RM77
- (731802) 2013 RA78
- (731803) 2013 RX78
- (731804) 2013 RD79
- (731805) 2013 RH81
- (731806) 2013 RB83
- (731807) 2013 RD84
- (731808) 2013 RB87
- (731809) 2013 RO88
- (731810) 2013 RX88
- (731811) 2013 RJ89
- (731812) 2013 RO91
- (731813) 2013 RH92
- (731814) 2013 RA95
- (731815) 2013 RN95
- (731816) 2013 RQ101
- (731817) 2013 RF102
- (731818) 2013 RT103
- (731819) 2013 RU105
- (731820) 2013 RL107
- (731821) 2013 RH129
- (731822) 2013 RE131
- (731823) 2013 RG131
- (731824) 2013 RR131
- (731825) 2013 RS131
- (731826) 2013 RC136
- (731827) 2013 RD142
- (731828) 2013 RW148
- (731829) 2013 RU160
- (731830) 2013 RB163
- (731831) 2013 RO175
- (731832) 2013 SQ2
- (731833) 2013 SW2
- (731834) 2013 SY2
- (731835) 2013 SK4
- (731836) 2013 SM14
- (731837) 2013 SF18
- (731838) 2013 SP21
- (731839) 2013 SR23
- (731840) 2013 SD26
- (731841) 2013 SE26
- (731842) 2013 SA29
- (731843) 2013 SJ29
- (731844) 2013 SF32
- (731845) 2013 SQ32
- (731846) 2013 SZ33
- (731847) 2013 SB43
- (731848) 2013 SO43
- (731849) 2013 SL46
- (731850) 2013 SY47
- (731851) 2013 SN48
- (731852) 2013 SW50
- (731853) 2013 SM53
- (731854) 2013 SZ54
- (731855) 2013 SU61
- (731856) 2013 SK67
- (731857) 2013 SC68
- (731858) 2013 SB70
- (731859) 2013 SV70
- (731860) 2013 SD71
- (731861) 2013 SH76
- (731862) 2013 SJ76
- (731863) 2013 SP77
- (731864) 2013 ST78
- (731865) 2013 SW78
- (731866) 2013 SJ81
- (731867) 2013 SX82
- (731868) 2013 SR84
- (731869) 2013 SP85
- (731870) 2013 SZ85
- (731871) 2013 SE88
- (731872) 2013 SO89
- (731873) 2013 SZ92
- (731874) 2013 SP93
- (731875) 2013 SH99
- (731876) 2013 SO101
- (731877) 2013 SF102
- (731878) 2013 SL107
- (731879) 2013 TT
- (731880) 2013 TY1
- (731881) 2013 TB3
- (731882) 2013 TD3
- (731883) 2013 TY3
- (731884) 2013 TC8
- (731885) 2013 TO10
- (731886) 2013 TC15
- (731887) 2013 TA16
- (731888) 2013 TA18
- (731889) 2013 TZ23
- (731890) 2013 TY24
- (731891) 2013 TD25
- (731892) 2013 TV28
- (731893) 2013 TM30
- (731894) 2013 TT31
- (731895) 2013 TS33
- (731896) 2013 TT33
- (731897) 2013 TR35
- (731898) 2013 TO38
- (731899) 2013 TF39
- (731900) 2013 TC40
- (731901) 2013 TR43
- (731902) 2013 TG44
- (731903) 2013 TE47
- (731904) 2013 TM49
- (731905) 2013 TQ50
- (731906) 2013 TX57
- (731907) 2013 TH60
- (731908) 2013 TO60
- (731909) 2013 TU65
- (731910) 2013 TC66
- (731911) 2013 TK66
- (731912) 2013 TK67
- (731913) 2013 TN70
- (731914) 2013 TF72
- (731915) 2013 TS73
- (731916) 2013 TR74
- (731917) 2013 TO75
- (731918) 2013 TV76
- (731919) 2013 TG77
- (731920) 2013 TR78
- (731921) 2013 TZ79
- (731922) 2013 TY84
- (731923) 2013 TW88
- (731924) 2013 TC90
- (731925) 2013 TQ90
- (731926) 2013 TO98
- (731927) 2013 TX99
- (731928) 2013 TX103
- (731929) 2013 TK104
- (731930) 2013 TX104
- (731931) 2013 TC107
- (731932) 2013 TG108
- (731933) 2013 TX108
- (731934) 2013 TN111
- (731935) 2013 TM114
- (731936) 2013 TM115
- (731937) 2013 TX118
- (731938) 2013 TK119
- (731939) 2013 TU123
- (731940) 2013 TG127
- (731941) 2013 TO127
- (731942) 2013 TW129
- (731943) 2013 TN137
- (731944) 2013 TJ139
- (731945) 2013 TM140
- (731946) 2013 TW140
- (731947) 2013 TA141
- (731948) 2013 TN142
- (731949) 2013 TW143
- (731950) 2013 TA146
- (731951) 2013 TZ146
- (731952) 2013 TR147
- (731953) 2013 TM149
- (731954) 2013 TZ152
- (731955) 2013 TK155
- (731956) 2013 TM155
- (731957) 2013 TN155
- (731958) 2013 TK159
- (731959) 2013 TL160
- (731960) 2013 TD161
- (731961) 2013 TQ162
- (731962) 2013 TS162
- (731963) 2013 TT162
- (731964) 2013 TX164
- (731965) 2013 TY164
- (731966) 2013 TD166
- (731967) 2013 TG168
- (731968) 2013 TX168
- (731969) 2013 TA169
- (731970) 2013 TH171
- (731971) 2013 TQ171
- (731972) 2013 TV171
- (731973) 2013 TY172
- (731974) 2013 TW173
- (731975) 2013 TB175
- (731976) 2013 TK181
- (731977) 2013 TW183
- (731978) 2013 TU188
- (731979) 2013 TZ192
- (731980) 2013 TH193
- (731981) 2013 TW195
- (731982) 2013 TA196
- (731983) 2013 TB196
- (731984) 2013 TV196
- (731985) 2013 TY198
- (731986) 2013 TW200
- (731987) 2013 TY203
- (731988) 2013 TL204
- (731989) 2013 TN204
- (731990) 2013 TT204
- (731991) 2013 TZ214
- (731992) 2013 TO217
- (731993) 2013 TY217
- (731994) 2013 TP218
- (731995) 2013 TK224
- (731996) 2013 TH236
- (731997) 2013 TG238
- (731998) 2013 TK275
- (731999) 2013 UZ4
- (732000) 2013 UF9